# Natanael Broman
Carl Natanael Broman född 11 december 1887 i Kolsva, död 27 augusti 1966 i Stockholm, var en svensk tonsättare och pianist. 
Broman studerade komposition och piano vid Musikkonservatoriet i Stockholm 1902-1911. Han fortsatte studierna i Berlin för Ignaz Friedmann. 1913-14 var han lärare vid operaskolan, och dessutom verksam som pianopedagog, och företog flera konsertresor runt om i Skandinavien. Broman anställdes vid Radiotjänst 1925 som musikchef, där han kvarblev till 1952. Han var ledamot i Föreningen Svenska Tonsättare 1929-1943, Stockholms konsertförening 1942-1950. Från 1930 var han ledamot av Kungliga Musikaliska Akademien.